# Henrietta Šantel

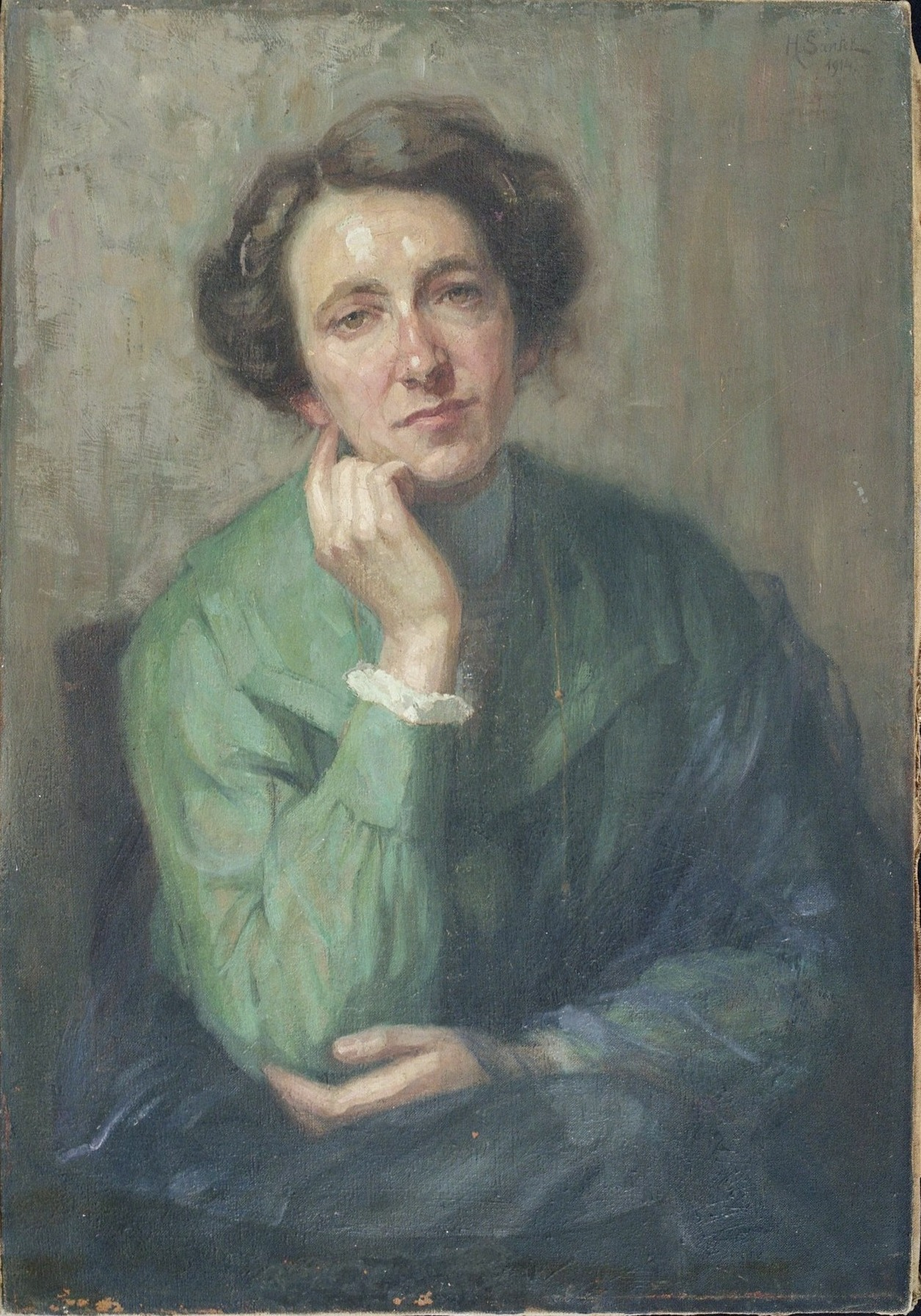
Selbstporträt von Henrietta Šantel (1914)

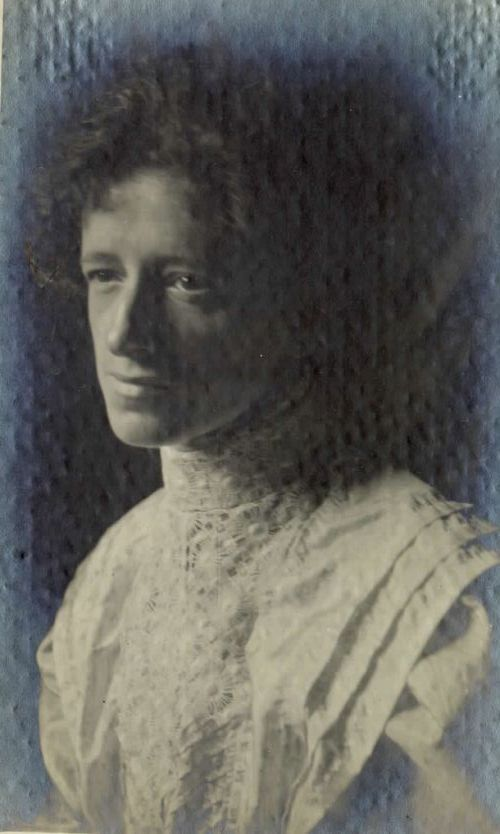
Fotografie von Henrietta Šantel (1905–1915)

Henrietta (auch Henrika, Henriette, Henrieta oder Jeti) Šantel (* 17. August 1874 in Görz; † 15. Februar 1940 in Laibach), war eine österreichisch-slowenische Malerin, die auch in Jugoslawien wirkte.

## Leben
Henrietta Šantel war die älteste Tochter der Malerin Augusta Šantel und des Gymnasialprofessors Anton Šantel. Das Paar hatte sieben Kinder, von denen vier das Erwachsenenalter erreichten. Hiervon widmeten sich auch Augusta Šantel die Jüngere (1876–1968) und Aleksander (Saša) Šantel (1883–1945) in bedeutendem Maße der Malerei.
Henrietta Šantel ging in ihrer Geburtsstadt Görz zur Schule. Ihre erste künstlerische Ausbildung erhielt sie von ihrer Mutter. Von 1891 bis 1895 studierte sie an der Münchner Damenakademie, wo Friedrich Fehr, Ludwig Schmid-Reutte und Fritz Hegenbart zu ihren Lehrern gehörten. Später besuchte sie in München drei Semester lang die private Malschule von Anna Hillermann, die ihr ein Empfehlungsschreiben für ein Stipendium ausstellte und mit der sie weiterhin in Kontakt blieb. Schließlich ging sie für ein halbes Jahr nach Wien und schloss ihre Studien bei Ludwig Michalek ab.
1905 trat Henrietta Šantel die Nachfolge ihrer Mutter als Mallehrerin an der höheren Mädchenschule in Görz an. Daneben unternahm sie Reisen nach Venedig, Dresden und Wien, wo sie öffentliche Kunstsammlungen besichtigte und bekannte Werke kopierte.
Im Jahr 1900 debütierte Henrietta Šantel bei der ersten slowenischen Kunstausstellung im Laibacher Rathaus, an der 32 Künstler teilnahmen. Presseberichte lobten die Qualität ihres Beitrags. 1904 präsentierte sie acht ihrer Werke in Belgrad. Dort zeichnete sie König Peter I. mit dem St.-Sava-Orden 5. Klasse aus. 1906 beteiligte sie sich mit einer Beleuchtungsstudie an der Münchener Jahresausstellung im Glaspalast. 1907 beschickte sie die erste slowenische Kunstausstellung in Triest. Zwölf ihrer Arbeiten wurden 1912 bei einer privaten Ausstellung slowenischer Künstler im Haus des Anwalts Anton Dermot in Görz gezeigt.
Vor dem Ersten Weltkrieg gehörte Görz zu Österreich und wurde in dessen Verlauf von Italien erobert. Aufgrund der einsetzenden Kriegshandlungen verließ Henrietta Šantel, zusammen mit ihrer Mutter und zwei Schwestern 1915 die Stadt. Nach verschiedenen Stationen wie Dolenjske Toplice, Wien und Groisbach ließ sich die Familie im März 1917 auf einem eigenen Gut in Gurkfeld nieder. Es brannte jedoch im Februar 1918 ab, so dass sie als Pächter unterkommen mussten.
Nach dem Tod ihres Vaters 1920 zog Henrietta Šantel mit ihrer Mutter nach Marburg an der Drau, wo Augusta Šantel die Jüngere bereits als Lehrerin arbeitete. Als diese in den Ruhestand ging, siedelten die drei Frauen schließlich 1929 (oder Anfang der 1930er Jahre) nach Laibach um. Dies geschah auf Wunsch von Saša Šantel, der dort seit 1920 mit seiner Familie lebte. Augusta Šantel und ihre beiden Töchter erwarben eine Villa in der Straße Verstovškova (später umbenannt in Teslova). Wie ihr Bruder unterrichtete Henrietta Šantel an der Kunstschule Probuda in Laibach. Daneben gab sie Privatunterricht in ihrem Atelier.
Henrietta Šantel blieb zeitlebens künstlerisch aktiv und engagierte sich in verschiedenen Künstlervereinigungen (u. a. „Grohar“, „Lada“), mit denen sie auch ausstellte. Ab 1909 beschickte sie die meisten Expositionen im Jakopič-Pavillon in Laibach, so auch noch 1939, als sie zwei Stillleben auf einer Ausstellung bildender Künstlerinnen zeigte. Sie starb 1940 nach langer Krankheit im Alter von 65 Jahren.

## Werk

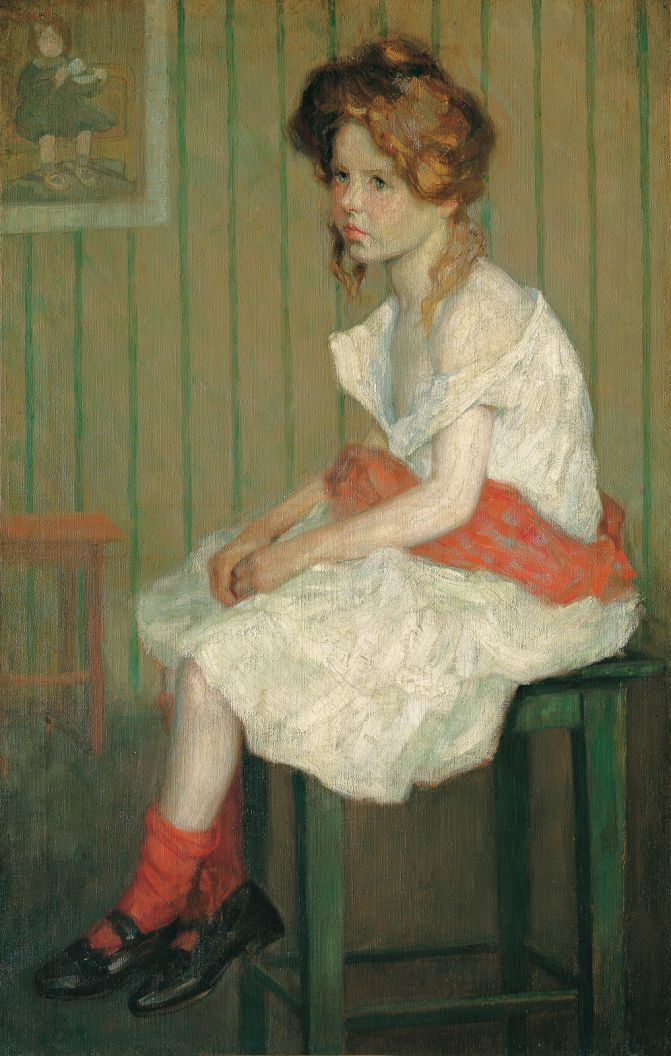
Ölgemälde A Red Haired Girl

Henrietta Šantel malte hauptsächlich in Öl, Pastell und Aquarell. Sie schuf insbesondere Stillleben, Porträts, Genrebilder und Landschaften. Beliebte Motive ihrer Stillleben waren Porzellan, Messingwaren und Früchte aller Art. Sie porträtierte vor allem Frauen. Als Genremalerin stellte sie intime häusliche Szenen dar. In ihren Arbeiten verbinden sich die Tradition des Münchener pleinairistischen Realismus mit ihrem persönlichem künstlerischen Stil. Spätere Werke zeigen ein stärkeres Kolorit und eine kontrastreichere Lichtanordnung.
Zu Šantels Gesamtwerk gehören weiters Altarbilder, bei denen es sich um Kopien oder freie Nachbildungen der Werke anderer Künstler handelt. Einen weiteren Bereich ihres künstlerischen Spektrums stellen weibliche und männliche Akte dar, die sie von 1907 bis 1912 malte und auch ausstellte. Damit setzte sie sich über zu dieser Zeit geltende gesellschaftliche Konventionen hinweg, gemäß denen Aktmalerei als unangemessen für Frauen galt.
Laut Barbara Savenc, Kuratorin der Institution „Museum and Galleries of Ljubljana“, zählt Henrietta Šantel zu den ersten slowenischen Frauen, die professionelle Malerei betrieben und Aufträge von der Kirche erhielten. Auf dem Gebiet der figurativen und Stillleben-Malerei sei Šantel führend und als Porträtistin anerkannt gewesen.
Werke (Auswahl)
- Boy with Oranges, 1908, Öl auf Leinwand, 117 × 93 cm, Signatur unten rechts: „H. Šantel“, Slowenische Nationalgalerie
- Boy (Porträt), 1910, Pastell auf Karton, 35 × 25 cm, Slowenisches Nationalmuseum
- A Red Haired Girl, vor 1912, Öl auf Leinwand, 100 × 70 cm, Slowenische Nationalgalerie[9]
- Selbstporträt, 1914, Öl auf Leinwand, 75 × 52 cm, Slowenisches Ethnographisches Museum
- Porträt der Mutter Augusta Šantel, 1917/1918, Slowenisches Ethnographisches Museum
- Gipsy Woman, 1920–1930, Öl auf Leinwand, 120 × 60 cm, Slowenisches Ethnographisches Museum
- Selbstporträt, 1922, Öl auf Leinwand, 52,5 × 42,3 cm, signiert und datiert oben rechts: „H Šantel / 1922“, Slowenische Nationalgalerie
- On the Sava River at Krško, ca. 1922, Aquarell auf Karton, 22 × 34,8 cm, Slowenische Nationalgalerie
- Still-life with Oranges and Brassware, 1929, Öl auf Leinwand, 46 × 58 cm, Slowenische Nationalgalerie
- Portret slikarice E. P. (Porträt der befreundeten Künstlerin Elda Piščanec), 1930[10]
- Folklore Costume Study, Aquarell auf Papier, 34 × 26 cm, Slowenisches Nationalmuseum[11]
- Altarblätter in Štandrež und Sv. Lucija[12]

## Ausstellungen (Auswahl)

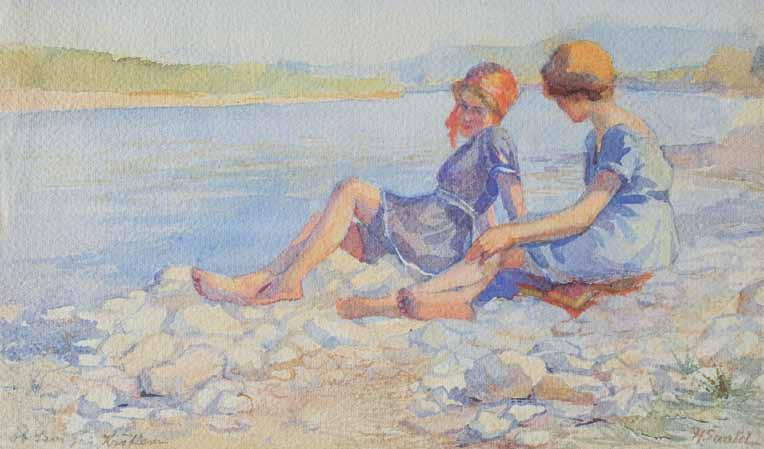
Aquarell On the Sava River at Krško

- 1900: Slowenische Kunstausstellung, Rathaus Laibach
- 1906: Münchener Jahresausstellung, Glaspalast
- 1907: Slowenische Kunstausstellung, Triest
- 1970: Familienausstellung Šantel, Goriški muzej, Nova Gorica
- 2007–2009: „Slovene impressionists and their time 1890–1920“, Slowenische Nationalgalerie
- 2010: „Slikarski poklon družini Šantel“, Kulturzentrum Lojze Bratuž, Görz
- 2012: „Umetniška družina Šantel s predniki in potomci“, Kulturinstitut Slovenska Bistrica
- 2018: „Revelations. They were Gorizians. The Great War and the Šantel family of artists“, Slowenische Nationalgalerie[13]